# Verve EP
Verve EP é um EP da banda The Verve, lançado a 1 de Dezembro de 1992.

## Faixas
1. "Gravity Grave" – 4:27
2. "Man Called Sun" – 5:45
3. "She's a Superstar" – 5:03
4. "Endless Life" – 5:32
5. "Feel" – 10:42